# NGC 6670-1
NGC 6670-1 (другие обозначения — PGC 62033, UGC 11284, MCG 10-26-44, ZWG 301.31, 7ZW 812, IRAS18329+5950) — галактика в созвездии Дракон.
Этот объект входит в число перечисленных в оригинальной редакции «Нового общего каталога».